# Armadillidium scabrum
Armadillidium scabrum là một loài chân đều trong họ Armadillidiidae. Loài này được Dollfus miêu tả khoa học năm 1892.